# Donald Sloan
Donald Wayne Sloan (ur. 15 stycznia 1988 w Shreveport) – amerykański koszykarz występujący na pozycjach rozgrywającego oraz rzucającego obrońcy.
10 sierpnia 2015 roku podpisał umowę z zespołem Brooklyn Nets. 17 sierpnia 2017 zawarł roczny kontrakt z Washington Wizards. 14 października został zwolniony przez klub ze stolicy.
21 lutego 2018 dołączył po raz kolejny do Guangdong Southern Tigers.
25 lutego 2020 został zawodnikiem niemieckiego Telekom Baskets Bonn. 12 sierpnia zawarł umowę z australijskim Adelaide 36ers. 6 lutego opuścił klub.

## Osiągnięcia
Stan na 14 lutego 2021, na podstawie, o ile nie zaznaczono inaczej/
NCAA
- Uczestnik rozgrywek:
  - Sweet Sixteen turnieju NCAA (2007)
  - II rundy turnieju NCAA (2007–2010)
- Zaliczony do I składu:
  - Big 12 (2010)
  - turnieju Big 12 (2010)

Drużynowe
- Mistrz Chin (2013)
- Wicemistrz Chin (2017)

Indywidualne
- 2-krotny zawodnik tygodnia D-League (12.03.2012, 4.02.2013, 22.01.2018)

Reprezentacja
- Brązowy medalista igrzysk panamerykańskich (2011)
- Uczestnik kwalifikacji do mistrzostw świata (2017)